# Міська садиба Ардаліонова
Міська садиба Ардаліонова — пам'ятник архітектури XVIII—XIX ст.

## Історія
Колишній головний будинок міської садиби Федора Анастасовича Ардаліонова (XVIII—XIX ст.).
Міська садиба входить до переліку пам'яток історії та федерального значення (розпорядження Мінкультури № 429 від 22 грудня 2000 г.).